# Wormsdorf
Wormsdorf ist ein Ortsteil der Gemeinde Eilsleben im Landkreis Börde in Sachsen-Anhalt.

## Geografie
In der Gemarkung von Wormsdorf im Norden der Magdeburger Börde liegen zwei Quellen der Aller. Nahe dem Ortsteil Gehringsdorf erreicht der bewaldete Höhenzug Hohes Holz im Edelberg 209 m ü. NN. Die Stadt Seehausen ist ca. zehn Kilometer, die niedersächsische Stadt Helmstedt etwa 18 Kilometer von Wormsdorf entfernt.
Zur ehemaligen Gemeinde Wormsdorf gehörte der drei Kilometer südlich von Wormsdorf liegende Ortsteil Gehringsdorf. Südwestlich hiervon liegt das kleine Waldgebiet Pröbstling.

## Geschichte
Ausgrabungen des Jahres 1938 belegen eine Besiedlung des Gebietes vor bereits 6000 Jahren. 1022 tauchte der Ort erstmals in einer Urkunde des Klosters St. Godehard in Hildesheim als Warmestorp (= Bezug auf die Wasserquellen) auf.
Die Wormsdorfer Kirche wurde um 1200 errichtet. Sie ist aus Sandstein gebaut, der in Wormsdorf und Umgebung seit vielen Jahrhunderten gebrochen wurde. Viele Bauten in den Städten Braunschweig, Helmstedt, Magdeburg und Hildesheim entstanden aus diesem Baustoff und selbst Friedrich der Große forderte für das Schloss Sanssouci Wormsdorfer Sandstein an. Die Arbeiter in den Steinbrüchen stammten aus der Schweiz, aus Tirol sowie aus Süddeutschland.
Auch in Wormsdorf sind viele Gebäude aus Sandstein (die typischen Vierseitenhöfe, Torbögen, Ställe, Scheunen und Wohnhäuser).
In der Wormsdorfer Kirche wurde 1832 der Generalfeldmarschall und Heeresreformer August Graf Neidhardt von Gneisenau beigesetzt – nach dem sich durch verschiedene Umstände verzögernden Bau der Grablege mit Marmordenkmal und Wächterhaus in schweizerischem Stil wurde sein Leichnam 1841 auf sein Gut Sommerschenburg überführt.
Die provisorische Gruft in der Wormsdorfer Kirche wurde 1835 Ziel eines Einbruches des bekannten Räuberhauptmannes Rose.
Am 1. Januar 2010 wurde die bis dahin selbstständige Gemeinde Wormsdorf nach Eilsleben eingemeindet.

### Einwohnerentwicklung
| Jahr | Einwohner1 |
| ---- | ---------- |
| 2003 | 580        |
| 2004 | 574        |
| 2005 | 562        |
| 2006 | 549        |
| 2007 | 559        |
| 2008 | 529        |
| 2010 | 537        |

1Einwohnerzahl bis 2008 jeweils am 31. Dezember, 2010 am 1. März.

(Quellen: Statistisches Landesamt Sachsen-Anhalt, 2010: Gemeinde Eilsleben)

## Politik

### Wappen
Das Wappen wurde am 5. Oktober 1993 durch das Regierungspräsidium Magdeburg genehmigt.
Blasonierung: „Geteilt von Rot über Silber, darin ein Lindwurm in verwechselten Farben.“
Der Lindwurm soll als „redendes Element“ den Ortsnamen symbolisieren. Die Farben der ehemaligen Gemeinde sind Rot-Weiß.
Das Wappen wurde von der Magdeburger Heraldikerin Erika Fiedler gestaltet.

### Flagge
Die Flagge wurde am 15. Juli 1997 durch das Regierungspräsidium Magdeburg genehmigt.
Die zweistreifige Flagge ist in den Farben Rot – Weiß quergestreift (Längsflagge/Hissflagge auch quergestreift) mit dem ohne Schild aufgelegten Wappensymbol (Lindwurm) in verwechselten Farben.

## Verkehrsanbindung
Die zwei Kilometer entfernte Gemeinde Eilsleben liegt an der Bundesstraße 245 (Haldensleben–Halberstadt), es bestehen weitere Straßenverbindungen nach Helmstedt, Ausleben und Seehausen. Der Autobahn-Anschluss Eilsleben (A 2) ist ca. zehn Kilometer von der Gemeinde entfernt. Der nahe Bahnhof Eilsleben befindet sich an der Bahnlinie Magdeburg–Braunschweig.

## Persönlichkeiten
- Wilhelm Bötticher (1798–1850), Lehrer und Historiker
- Andreas Müller (1864–1931), in Wormsdorf geborener Gewerkschafter und Politiker

## Belege
1. ↑  Verbandsgemeinde Obere Aller - Wormsdorf. Abgerufen am 6. November 2021.
2. ↑  StBA: Gebietsänderungen vom 01. Januar bis 31. Dezember 2010